# 자이르지뉴
자이르 벤투라 필류(포르투갈어: Jair Ventura Filho, 1944년 12월 25일 ~ )는 자이르지뉴(포르투갈어: Zairzinho)로 더 잘 알려진 은퇴한 브라질의 축구 선수이다.
날렵하면서도 강한 윙어로 유명했으며, 1970년 FIFA 월드컵에서 전경기 득점이라는 진기한 기록을 세우기도 했다. 그는 월드 사커 매거진이 정한 20세기 최고의 선수 100명중 27번째로 선정되었다.

## 클럽 경력
자이르지뉴는 리우데자네이루에서 태어나 그곳에 위치한 보타포구 FR의 유스팀에서 성장했다. 15살 때 성인 무대에 데뷔했으며, 그의 우상은 가린샤였다. 그러나 가린샤가 오른쪽 윙 포지션을 선호했기 때문에, 자이르지뉴는 왼쪽 윙이나 중앙 공격수로 활약했다.
자이르지뉴는 1974년 올랭피크 드 마르세유로 이적했으나 신통치 못한 모습을 보여주었다. 결국 크루제이루 EC로 이적해 그 해 코파 리베르타도레스 우승컵을 들어올렸다. 그 후 여러 팀을 전전하다가 1982년 에콰도르 팀 9 데 옥투브레에서 은퇴했다.

## 국가대표팀 경력

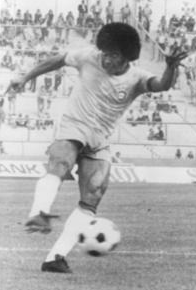
1974년 FIFA 월드컵에 출전한 모습

자이르지뉴는 1964년 19살의 나이로 포르투갈전에서 데뷔했다. 1966년 FIFA 월드컵에도 출전했으나 가린샤에 가려져 왼쪽 윙으로 출전했다. 자이르지뉴는 왼쪽 윙 포지션에 잘 적응하지 못했고, 브라질은 조별 예선에서 떨어졌다.
자이르지뉴는 1970년 FIFA 월드컵에서는 오른쪽 윙으로 뛸 수 있게 되었고, 모든 경기에서 골을 넣으며 월드컵 폭풍(Furacão da Copa)이라는 별명을 얻게 되었다. 그는 이탈리아와의 결승전에서 쐐기골을 넣으며 우승을 도왔으나, 게르트 뮐러가 10골을 넣는 바람에 골든 부트를 수상하지는 못했다.
자이르지뉴는 1974년 FIFA 월드컵에도 출전했으나, 그의 마지막 월드컵 경기가 되었다. 이후 1982년 3월 3일 체코슬로바키아전에서 은퇴했다.

## 지도자 경력

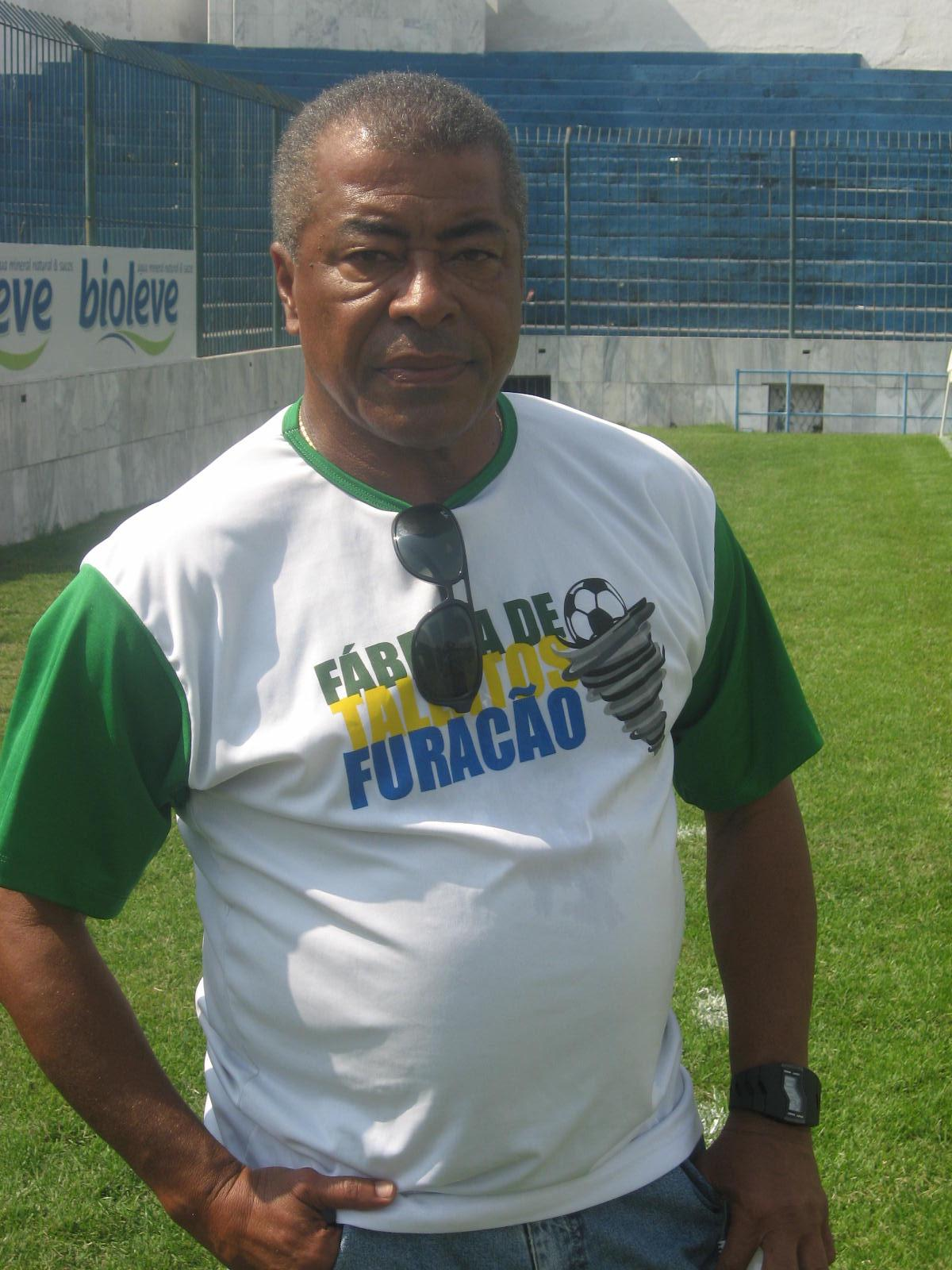
2010년 자이르지뉴의 모습

자이르지뉴는 2003년부터 2005년까지 가봉 축구 국가대표팀 감독으로 재직했는데, 2006년 FIFA 월드컵 아프리카 지역 예선 앙골라전에서 졸전을 펼쳐 해임되었다. 자이르지뉴는 상크리스토방 FR에서 코치로 있던 때에, 당시 14살이었던 호나우두를 발굴해내기도 했다.
현재 리우데자네이루주 카부프리우에 위치한 에스프로프 아틀레티쿠 FC의 감독이다.

## 수상

#### 보타포구
- 캄페오나투 브라실레이루 세리 A : 1968
- 캄페오나투 카리오카 : 1961, 1962, 1967, 1968
- 토르네이우 리우-상파울루 : 1964, 1966
- 토르네이우 데 카라카스 : 1967, 1968, 1970

#### 크루제이루
- 캄페오나투 미네이루: 1975
- 코파 리베르타도레스 : 1976

#### 호르헤 윌스터만
- 프리메라 디비시온 : 1980, 1981

#### 브라질
- FIFA 월드컵 : 1970
- 팬 아메리칸 게임 : 1963
- 인디펜던스 컵 : 1972

### 개인
- FIFA 월드컵 실버부트 : 1970
- 브라질 축구 박물관 명예의 전당
- 월드사커 20세기 최고의 선수 27위
- 남아메리카 올해의 선수 3위 : 1972